# Oxyhaloinae
Oxyhaloinae (лат.) — подсемейство тараканообразных семейства Blaberidae. Ареал рода охватывает Африку, включая близлежащие острова — Мадагаскар, Европа и другие.

## Описание
Средних и очень крупных размеров тараканы, длина тела от 7 (виды рода Oxyhaloa) до 90(100) мм (Gromphadorhina). Крылья развиты у обоих полов, иногда брахиптерны самки или оба пола (Brachynauphoeta); все виды трибы Gromphadorhini — аптерные.

## Распространение и экология
Ареал подсемейства целиком африканский, однако ряд видов интродуцированы во многие регионы с тропическим климатом. Населяют полупустыни, саванны, леса, а также пещеры; синантропные виды — любые отапливаемые помещения.

## Таксономия
В составе подсемейства выделяют три обособленные трибы, 17 валидных родов, 78 видов с 2 подвидами:

### Триба Gromphadorhini
- Род Aeluropoda Butler, 1882
  - Aeluropoda insignis Butler, 1882
- Род Ateloblatta Saussure, 1891
  - Ateloblatta cambouini Saussure, 1891
  - Ateloblatta malagassa Saussure, 1891
  - Ateloblatta natvigi Princis, 1950
- Род Elliptorhina van Herrewege, 1973
  - Elliptorhina brunneri (Butler, 1882)
  - Elliptorhina chopardi (Lefeuvre, 1966)
  - Elliptorhina coquereliana (Saussure, 1863)
  - Elliptorhina davidi van Herrewege, 1973
  - Elliptorhina javanica (Hanitsch, 1930)
  - Elliptorhina laevigata (Saussure et Zehntner, 1895)
  - Elliptorhina lefeuvri van Herrewege, 1973
  - Elliptorhina oblonga van Herrewege, 1973
  - Elliptorhina problematica van Herrewege, 1973
  - Elliptorhina testacea van Herrewege, 1973
- Род Gromphadorhina Brunner von Wattenwyl, 1865
  - Gromphadorhina grandidieri Kirby, 1904
  - Gromphadorhina oblongonota van Herrewege, 1973
  - Gromphadorhina picea van Herrewege, 1973
  - Gromphadorhina portentosa (Schaum, 1853)
- Род Leozehntnera van Herrewege, 1975
  - Leozehntnera maxima (van Herrewege, 1973)
- Род Princisia van Herrewege, 1973
  - Princisia vanwaerebeki van Herrewege, 1973

### Триба Nauphoetini
- Род Griffiniella Karny, 1908
  - Griffiniella africana (Saussure, 1895)
  - Griffiniella heterogamia Karny, 1908
  - Griffiniella larvalis Princis, 1965
  - Griffiniella marmorata (Shelford, 1910)
- Род Henschoutedenia Princis, 1954
  - Henschoutedenia batesi (Rehn, 1937)
  - Henschoutedenia bicolor (Shelford, 1908)
  - Henschoutedenia elegans (Shelford, 1908)
  - Henschoutedenia epilamproides (Shelford, 1908)
  - Henschoutedenia flexivitta (Walker, 1868)
  - Henschoutedenia frenata (Gerstaecker, 1883)
  - Henschoutedenia mombuttu (Rehn, 1937)
  - Henschoutedenia occidentalis (Fabricius, 1787)
  - Henschoutedenia procera (Rehn, 1937)
  - Henschoutedenia raggei Kumar, 1975
  - Henschoutedenia tectidoma Gurney, 1965
- Род Jagrehnia Princis, 1954
  - Jagrehnia gestroiana (Saussure, 1895)
  - Jagrehnia heydeniana (Saussure, 1891)
  - Jagrehnia idonea (Rehn, 1937)
  - Jagrehnia invisa (Rehn, 1937)
    - Jagrehnia invisa circumdata (Rehn, 1937)
    - Jagrehnia invisa invisa (Rehn, 1937)

  - Jagrehnia madecassa (Saussure, 1891)
  - Jagrehnia minuta (Shelford, 1908)
  - Jagrehnia paolina (Giglio-Tos, 1917)
  - Jagrehnia princisi Kumar, 1975
  - Jagrehnia silacea (Rehn, 1937)
  - Jagrehnia sordida (Shelford, 1908)
  - Jagrehnia testacea (Brunner von Wattenwyl, 1865)
- Род Nauphoeta Burmeister, 1838
  - Nauphoeta cinerea (Olivier, 1789)
- Род Rhyparobia Krauss, 1892
  - Rhyparobia capelloi (Bolívar, 1889)
  - Rhyparobia congicus (Rehn, 1937)
  - Rhyparobia grandis (Saussure, 1873)
  - Rhyparobia maderae (Fabricius, 1781)
  - Rhyparobia puerilis (Rehn, 1937)
  - Rhyparobia pustulata (Hanitsch, 1950)
  - Rhyparobia thoracica Kirby, 1903
- Род Simandoa Roth et Naskrecki, 2004
  - Simandoa conserfariam Roth et Naskrecki, 2004

### Триба Oxyhaloini
- Род Oxyhaloa Brunner von Wattenwyl, 1865
  - Oxyhaloa buprestoides (Saussure, 1862)
  - Oxyhaloa conia Rehn, 1931
  - Oxyhaloa deusta (Thunberg, 1784)
  - Oxyhaloa ferreti (Reiche et Fairmaire, 1847)
  - Oxyhaloa kitensis Rochebrune, 1883
  - Oxyhaloa lukjanovi Adelung, 1905
  - Oxyhaloa minima Shelford, 1909
  - Oxyhaloa minor Brunner von Wattenwyl, 1865
  - Oxyhaloa nilotica Adelung, 1903
  - Oxyhaloa perspicua Shelford, 1908

### Родыincertae sedis
- Род Brachynauphoeta van Herrewege, 1975
  - Brachynauphoeta brunneriana (Saussure et Zehntner, 1895)
  - Brachynauphoeta foulpointeensis van Herrewege, 1975
  - Brachynauphoeta hova (Saussure et Zehntner, 1895)
  - Brachynauphoeta jeannineae van Herrewege, 1975
  - Brachynauphoeta mayottensis (Bruijning, 1947)
  - Brachynauphoeta michelleae van Herrewege, 1975
- Род Coleoblatta Hanitsch, 1950
  - Coleoblatta henrardi Hanitsch, 1950
- Род Heminauphoeta Saussure, 1891
  - Heminauphoeta picea Shelford, 1912
  - Heminauphoeta sakalava Saussure, 1891
- Род Pronauphoeta Shelford, 1909
  - Pronauphoeta adusta (Gerstaecker, 1883)
  - Pronauphoeta nigra Shelford, 1909
  - Pronauphoeta smaragdina (Hanitsch, 1950)
  - Pronauphoeta viridula (Palisot de Beauvois, 1805)

## Исчезнувшие виды
Simandoa conserfariam Roth et Naskrecki, 2004 к настоящему времени считается вымершим в дикой природе. Единственным известным местообитанием этого вида была пещера в районе хребта Симанду в Гвинее, где он населял гуано летучих мышей. Вид сохранился в лабораторной культуре.

## Галерея

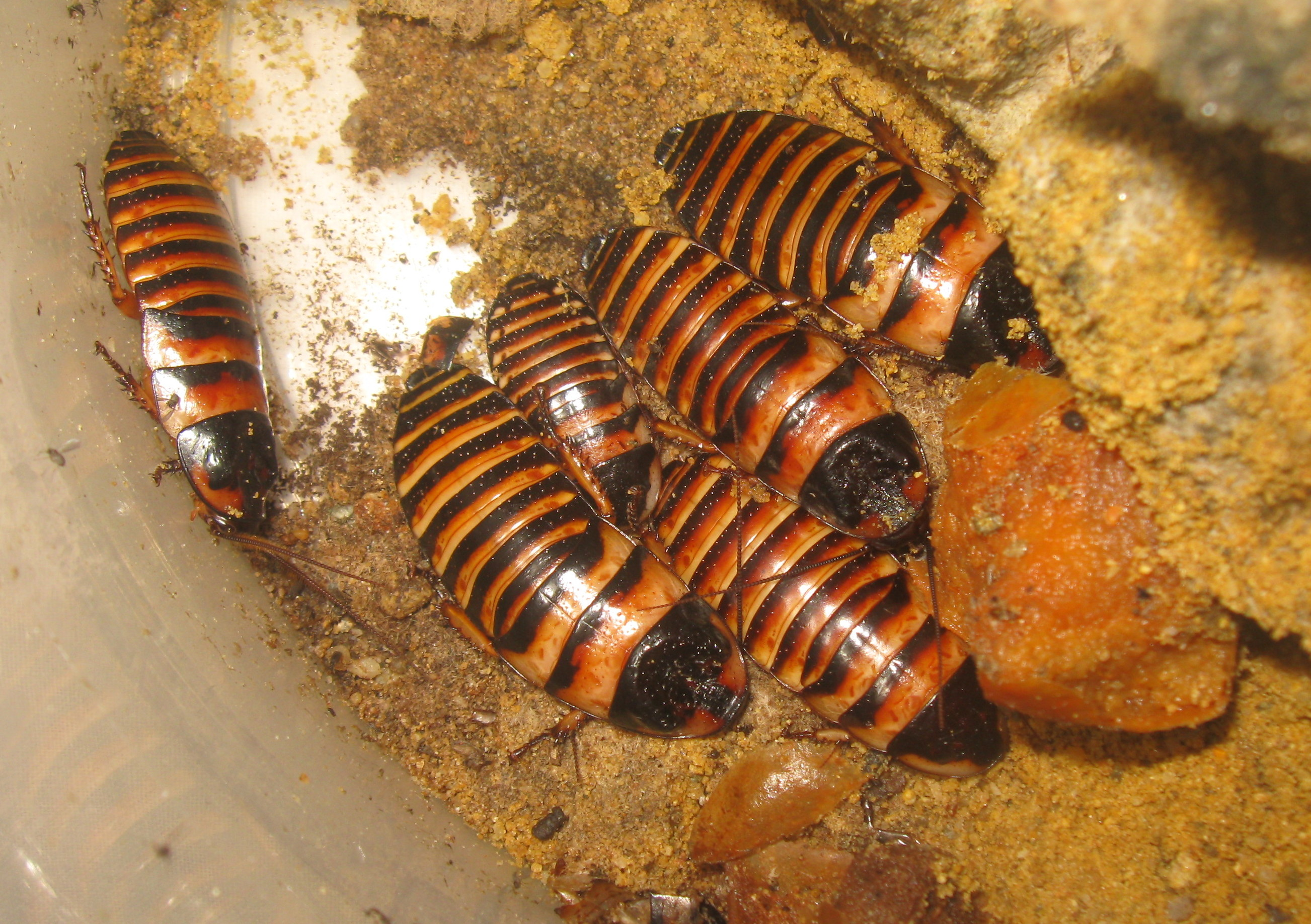
Elliptorhina javanica
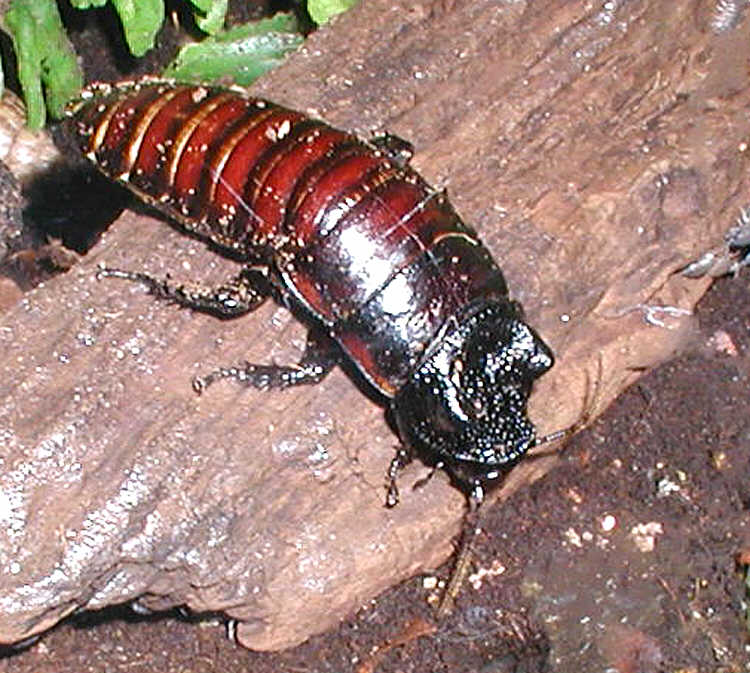
Gromphadorhina oblongonota
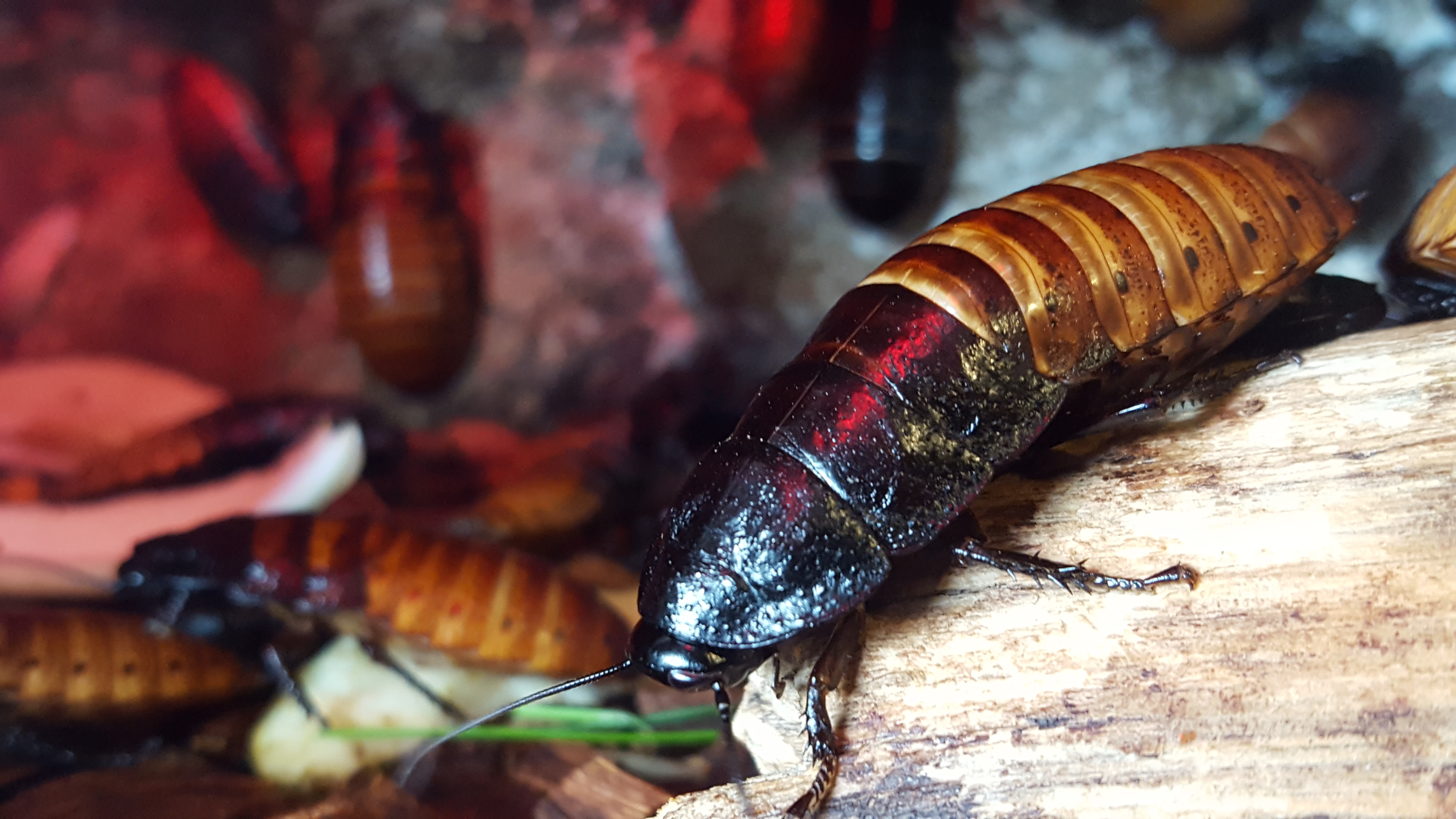
Gromphadorhina portentosa
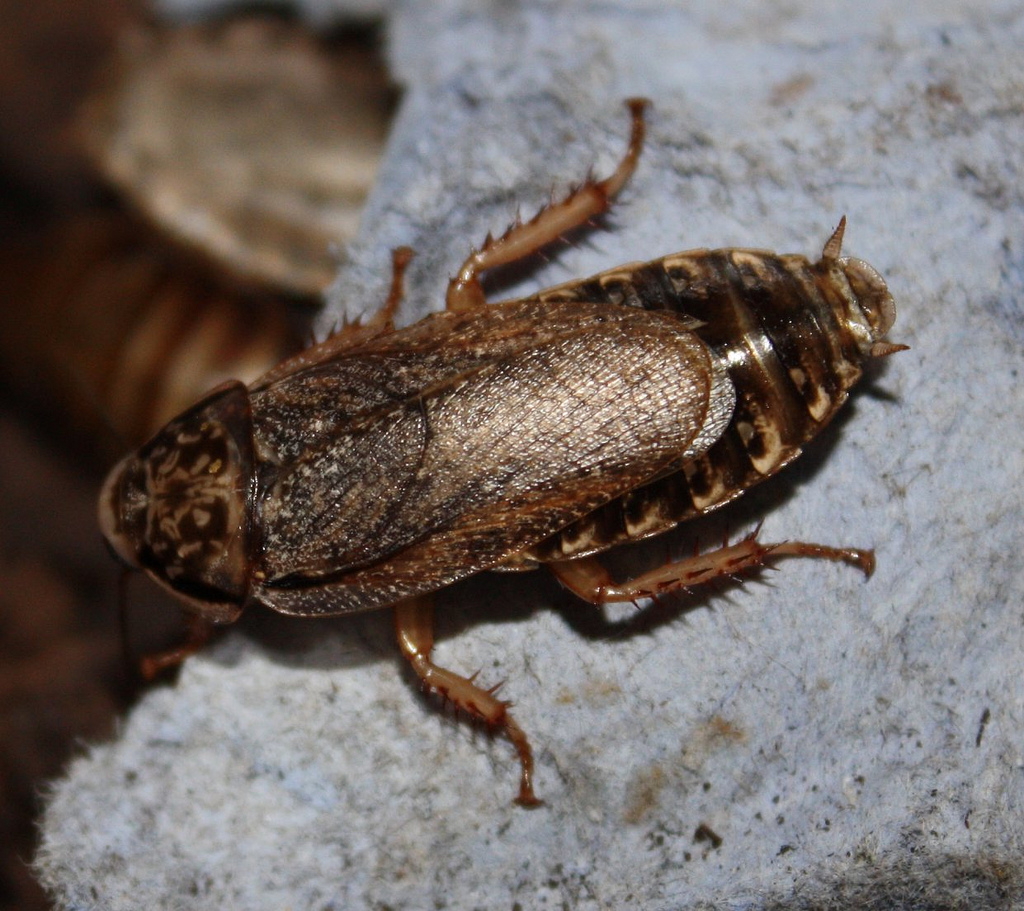
Nauphoeta cinerea